# Parácuaro
Parácuaro é um município do estado de Michoacán no México. A uma altitude de 498 m, conta com um clima de transição temperado-quente, rodeado por serras ao sul o que favorece a formação de múltiplos e abundantes mananciais de água fresca e cristalina que formam vales, rios, lagos e balneários naturais.

## História
Parácuaro é uma palavra de origem Chichimeca e quer dizer "Lugar onde tem o seu próprio teto".
Os antecedentes que introduziram o pequeno povoado na história, datam da época pré-colombiana na que se considera que foi habitada por povos Nahuatl em 200 D.C. na região de Paracuarito e posteriormente 650/900 D.C. conquistados pelo cacique tarasco Utucuma. 
Durante a época da colonização espanhola a constituíram na República da Índias, desenvolvendo importantes fazendas como: Los Bancos, La colorada, La Guadalupe, Uspero, El Valle e La Perla. Atualmente se pode admirar as ruínas de suas casas, as chaminés ou o chacuacos.
A partir de 10 de dezembro de 1831, Parácuaro aparece como posse de Apatzingán e aproximadamente 30 anos depois  em 20 de novembro de 1861, foi constituída no município pelo Estado do Congresso. Concedendo-lhe a categoria de vila municipal Paracuaro chamada Villa de Morelos.
A água mineral é utilizada em grande volume de água potável e irrigação agrícola em todo o município, criando também um ambiente bonito de flora e da fauna.
Sua história de participação na revolução mexicana, Parácuaro foi terra natal do coronel Cenobio Moreno também tem orgulho em permanecer na propriedade da fazenda Tahuejo do General Don José María Morelos como uma adolescente de quatorze anos.
A beleza natural com seus mananciais cristalinos, as casas de adobe branco, os telhados vermelhos, ruas de pedra  ecológicas, o passado de suas fazendas, moinhos e engenhos de açúcar, além de ser o berço de grandes artistas de estatura internacional, tais como: Juan Gabriel, Elpidia Carrillo, Mariana Seoane, Agustín Bernal e Maria Illusion, entre outros, faz com que seja uma atração turística, com um afluxo de visitantes nacionais durante todo o ano.

## Geografia
Se localiza ao sudoeste do Estado, nas coordenadas 19º09’ de latitude norte e 102º13’ de longitude oeste, a uma altura de 600 msnm. Limita ao norte com Tancítaro e Nuevo Parangaricutiro, a leste com Zamora de Hidalgo, e Múgica, ao sul e ao oeste com Apatzingán. Sua distância da capital do Estado Morelia é de 200 km.
Tem uma superfície de 369.88 km² e representa 0.61% do total do estado.

### Topografia
Seu relevo se constitui nos sopé do eixo neovulcânico, e a depressão de Tepalcatepec - Balsas, as colinas de Aguacate, de Jabalí, da Cofradía, da Güera, das Vueltas, da Batea e Blanco.  

### Hidrografia
Sua hidrografia se constitui pelos rios: el Aguacate, el Orejón, la Lancita, el Paracuarito, da Manga e os mananciais de água fria, dos Chicos, dos Pozos e de Cortijo.  

### Clima
O clima em Parácuaro é tropical, com intensas chuvas no verão. Possui uma precipitação anual de chuvas de 800 milímetros e temperaturas que variam de 10 a 35 °C. 
| Dados climatológicos para Parácuaro               | Dados climatológicos para Parácuaro | Dados climatológicos para Parácuaro | Dados climatológicos para Parácuaro | Dados climatológicos para Parácuaro | Dados climatológicos para Parácuaro | Dados climatológicos para Parácuaro | Dados climatológicos para Parácuaro | Dados climatológicos para Parácuaro | Dados climatológicos para Parácuaro | Dados climatológicos para Parácuaro | Dados climatológicos para Parácuaro | Dados climatológicos para Parácuaro | Dados climatológicos para Parácuaro |
| Mês                                               | Jan                                 | Fev                                 | Mar                                 | Abr                                 | Mai                                 | Jun                                 | Jul                                 | Ago                                 | Set                                 | Out                                 | Nov                                 | Dez                                 | Ano                                 |
| ------------------------------------------------- | ----------------------------------- | ----------------------------------- | ----------------------------------- | ----------------------------------- | ----------------------------------- | ----------------------------------- | ----------------------------------- | ----------------------------------- | ----------------------------------- | ----------------------------------- | ----------------------------------- | ----------------------------------- | ----------------------------------- |
| Temperatura máxima recorde (°C)                   | 35                                  | 36                                  | 38                                  | 40                                  | 40                                  | 39                                  | 38                                  | 40                                  | 35                                  | 35                                  | 40                                  | 35                                  | 35                                  |
| Temperatura máxima média (°C)                     | 23                                  | 24                                  | 25                                  | 27                                  | 28                                  | 27                                  | 25                                  | 25                                  | 25                                  | 25                                  | 25                                  | 24                                  | 25                                  |
| Temperatura mínima média (°C)                     | 13                                  | 15                                  | 15                                  | 18                                  | 19                                  | 19                                  | 19                                  | 19                                  | 18                                  | 19                                  | 17                                  | 15                                  | 19                                  |
| Temperatura mínima recorde (°C)                   | 10                                  | 12                                  | 11                                  | 13                                  | 15                                  | 16                                  | 18                                  | 15                                  | 15                                  | 15                                  | 13                                  | 10                                  | 10                                  |
| Precipitação (mm)                                 | 104                                 | 85                                  | 22                                  | 46                                  | 105                                 | 450                                 | 359                                 | 449                                 | 391                                 | 378                                 | 99                                  | 33                                  | 952                                 |
| Fonte: Servicio Meteorológico Nacional 06/04/2010 |                                     |                                     |                                     |                                     |                                     |                                     |                                     |                                     |                                     |                                     |                                     |                                     |                                     |

## Recursos Naturais
A superfície forestal é ocupada pela madeira de carvalho, e arbustos diferentes espécies.

### Características do solo
Os solos do município datam dos períodos Cenozoico, Quaternário, Terciário e Mioceno correspondem principalmente aos tipo de planícies pradaria, Seu uso é primordialmente agrícola e em menor proporção agropecuária e florestal. 

## Demográfia

### Grupos Étnicos
Segundo o Censo Geral de População e Habitação de 1990, no município habitavam 35 pessoas que falavam alguma língua indígena, das quais 23 eram homens e 12 mulheres. Dentro das duas principais línguas indígenas se encontram o purépecha e otomí.  
De acordo aos dados do II Censo de População e Habitação de 2005, o município conta com 57 pessoas que falam alguma língua indígena. 

### Evolução Demográfica
No município de Parácuaro em 1990, a população representava 0.65% do total da população do  estado. Para 1995, se tem uma população de 23,207 habitantes, sua taxa de crescimento é de 1.38% anualmente, e a densidade da população é de 47 habitantes por quilómetro quadrado. O número de homens é relativamente maior ao de mulheres. No ano de 1994, se registraram 220 nascimentos para 103 mortes.  
No ano de 2000 o município contava com 26,868 habitantes e de acordo com II Censo de População e Habitação de 2005 o município conta com um total de 22,802 habitantes. 

### Religião
A religião que predomina no município de Parácuaro é católica.  

## Agricultura
Seus cultivos principais são: limão, manga, melão, mamão, arroz, milho, gergelim, tomate, pepino e brócolos. No caso do tomate, Paracuaro, em 2009, ocupa o primeiro lugar na produção no estado de Michoacán, na semeadura "céu aberto", produz cerca de 100000 toneladas por ano. Na pecuária se destaca criação de gado e porcos, bem como na criação de cavalos.

## Turismo
Conta com 2 balneários, um na cabeceira municipal e outro em Antúnez onde se oferecem eventos artísticos com bandas e cantores de reconhecida fama em suas praças de touros: "bronco", "la colorada" e "la herradura". 
O visitante pode admirar e desfrutar também de um charmoso entorno de flora e fauna, por seus rios, e lagos formados pelas centenas de nascentes de água doce e cristalina localizado no municipal.
Parácuaro se caracteriza também por ser berço de um povoado provinciano com construções altas de casa de adobe e telha, ruas empedradas e limpas, a culinária típica do calor, os seus hotéis a uma quadra do centro da cidade, restaurantes, ruínas de antigas e plantações, moinhos e prensas, para todos os terrenos que atravessam a estrada velha para Uruapan, a fim de todos os amantes do contato com a natureza, o passado e a riqueza cultural que este se encontra em Parácuaro.